# Palaeohypsodontus
Il paleoipsodonto (gen. Palaeohypsodontus) è un mammifero artiodattilo estinto, di incerta collocazione sistematica. Visse nell'Oligocene medio e superiore (circa 28 - 25 milioni di anni fa) e i suoi resti fossili sono stati ritrovati in Asia (Mongolia, Cina, Pakistan).

## Descrizione
Tutto ciò che si conosce di questo animale sono frammenti fossili di mandibole con denti e qualche resto postcranico sparso, non sufficienti comunque a permettere una ricostruzione. Palaeohypsodontus, in ogni caso, doveva essere un piccolo ruminante del peso di circa 12 -17 chilogrammi, forse simile agli odierni tragulidi o ai moschidi. La caratteristica più rilevante di Palaeohypsodontus era data dalla dentatura, che comprendeva molari a corona alta (ipsodonti), insoliti per un ruminante così antico.

## Classificazione
Questo animale è stato descritto per la prima volta da Trofimov nel 1958, sulla base di scarsi fossili ritrovati in Mongolia in terreni dell'Oligocene superiore. Trofimov descrisse la specie Palaeohypsodontus asiaticus e la assegnò alla famiglia dei bovidi, sulla base della notevole ipsodontia dei molari (caratteristica dei bovidi). Lo studioso ritenne che questo animale fosse in qualche modo imparentato con Hypsodontus, un altro presunto bovide proveniente però da terreni più recenti (Miocene). Un'altra specie ascritta a questo genere è P. zinensis, rinvenuta in Pakistan, più grande della precedente e dotata di molari ancor più alti. Altri resti frammentari assegnati allo stesso genere sono stati ritrovati in Cina.
Ulteriori ricerche hanno però messo in dubbio l'appartenenza di Palaeohypsodontus ai bovidi, in quanto la presenza di un singolo carattere come l'ipsodontia non garantirebbe l'assegnazione ai bovidi (Métais et al., 2003). Questa caratteristica potrebbe essersi evoluta indipendentemente in vari tipi di animali adattatisi a mangiare lo stesso tipo di vegetazione. Attualmente Palaeohypsodontus è considerato un possibile rappresentante basale del grande gruppo dei Pecora (che comprende oltre ai bovidi anche i cervidi, gli antilocapridi, i giraffidi e i moschidi), ma potrebbe essere anche un membro estremamente specializzato dei Tragulina (un gruppo di ruminanti primitivi attualmente rappresentato dai soli tragulidi); quest'ultima interpretazione è basata sulla forma dell'astragalo di Palaeohypsodontus zinensis, chiaramente differente da quello dei rappresentanti del gruppo dei Pecora.

## Paleoecologia
La dentatura decisamente ipsodonte di Palaeohypsodontus suggerisce che questo animale si cibava di una vegetazione dura, probabilmente di erba. L'ambiente in cui viveva doveva essere composto da un'alternanza di foreste e di regioni più aperte; in ogni caso, la fauna a cui sono stati associati i fossili di P. zinensis comprende grandi animali dai denti brachiodonti (a corona bassa), come Paraentelodon, Anthracotherium e Paraceratherium.